# The Lonely Forest
The Lonely Forest, bildat 2005 i Anacortes, är en amerikansk musikgrupp som består av fyra medlemmar. 
Bandet har släppt tre studioalbum och två EP-skivor. De gjorde sitt första liveframträdande på TV den 2 augusti 2011 då de framförde två låtar från sitt tredje studioalbum Arrows på Jimmy Kimmel Live!. De har även haft med sina låtar i den amerikanska TV-serien The Vampire Diaries på TV-kanalen The CW, bland annat "Woe Is Me... I Am Ruined".

## Diskografi

### Album
- 2007 – Nuclear Winter
- 2009 – We Sing the Body Electric!
- 2011 – Arrows
- 2013 – Adding Up the Wasted Hours

### EP-skivor
- 2006 – Regicide
- 2010 – The Lonely Forest